# 效標效度
效標效度（英語：criterion validity、concrete validity），在心理統計學中指的是一個測驗方法多大程度的與某件事的結果相關。效標效度常被分為當前效度和預測效度。

## 文獻
1. ↑  . 國家教育院.雙語辭彙、學術名詞暨辭書資訊網.   [2018-08-28]. （原始内容存档于2018-08-29）.
2. ↑  Kuxiaoxue,Angle Roh,林巧玲,y桑,Mis铭. (编). . .   [2020-10-11]. （原始内容存档于2019-12-10）.